# Nenad Vučković
Nenad Vučković (szerbül: Ненад Вучковић, Póla, 1980. augusztus 23. –) Európa-bajnoki ezüstérmes szerb válogatott kézilabdázó.

## Pályafutása

### Klubcsapatokban
Pályafutását a belgrádi Crvena zvezda csapatában kezdte. 2004-ben bajnoki címet nyert a csapattal, majd Franciaországba, a Chambéryhez szerződött. Négy éven át volt a klub játékosa, 2006-ban második helyen végzett együttesével a francia élvonalban. 2008 januárjában igazolt a német Bundesligában szereplő Melsungenhez, ahol kilenc éven át kézilabdázott. A 2017–2018-as szezont megelőzően visszatért hazájába és a Vojvodina játékosa lett, akikkel első idényében bajnoki címet nyert.

### A válogatottban
A szerb válogatottal ezüstérmet szerzett a hazai rendezésű 2012-es Európa-bajnokságon és részt vett a londoni olimpián is. A 2013-as világbajnokság negyeddöntőjének elvesztése után mondta le a válogatottságot. 103 alkalommal szerepelt a nemzeti csapatban.

## Sikerei, díjai
Crvena zvezda
- Szerb-montenegrói bajnok: 2004
- Szerb-montenegrói Kupa-győztes: 2004

Vojvodina
- Szerb bajnok: 2018